# Bahnhof Lwiw

Der Bahnhof Lwiw (ukrainisch Львівський залізничний вокзал Lwiwskyj salisnytschnyj woksal) ist der Fernbahnhof von Lwiw (Lemberg) in der Ukraine.

## Geschichte
Die Galizische Carl Ludwig-Bahn ließ den ersten Bahnhof in Lemberg erbauen. Er wurde 1861 eröffnet. Der Architekt Alfred Zachariewicz entwarf das Empfangsgebäude in neugotischem Stil.
Lwiw, die Hauptstadt Galiziens, beauftragte 1888 angesichts des wachsenden Eisenbahnverkehrs den Architekten Władysław Sadłowski mit der Planung eines größeren und repräsentativen Bahnhofs.

## Anlage

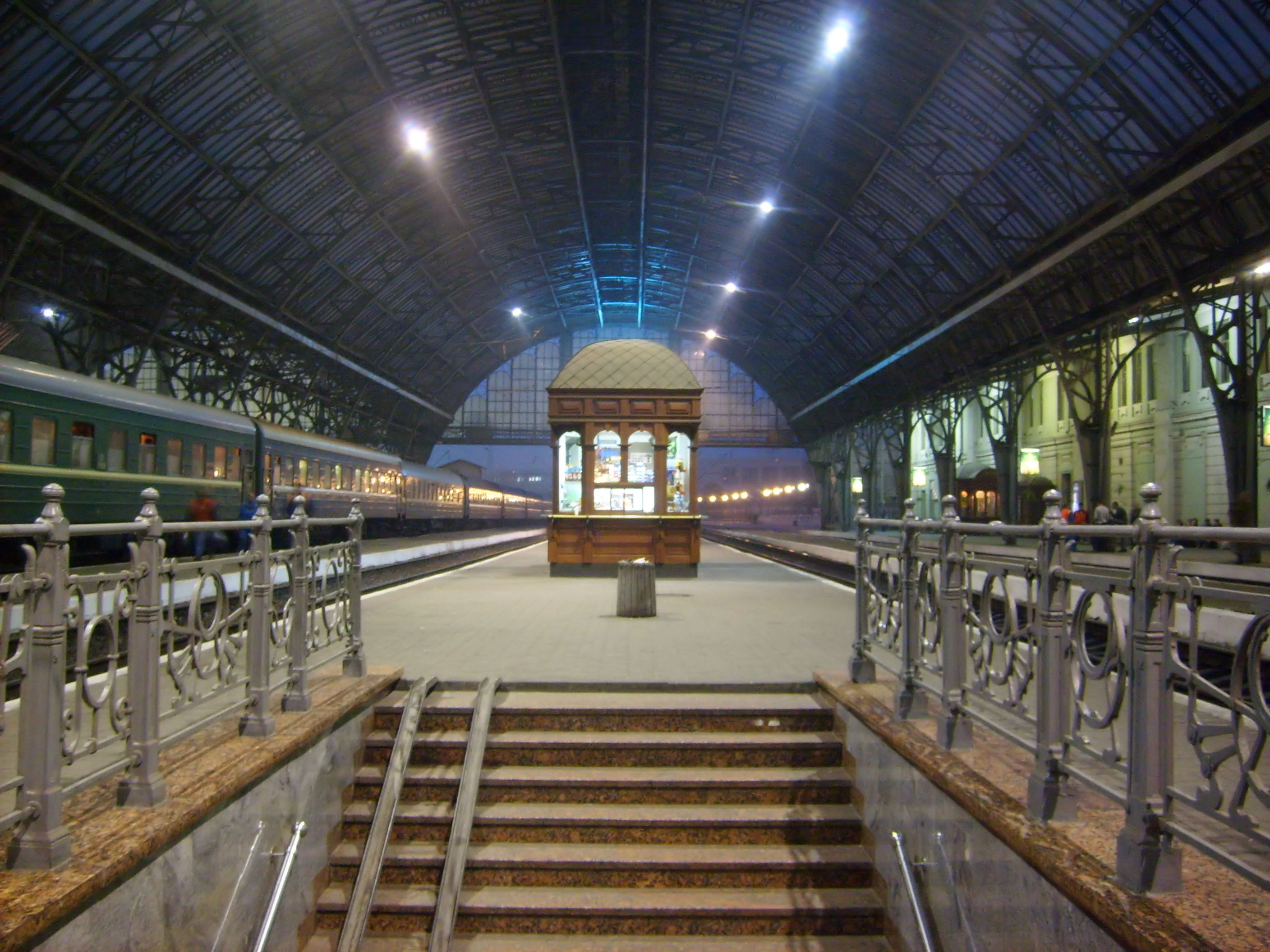
Bahnsteighalle

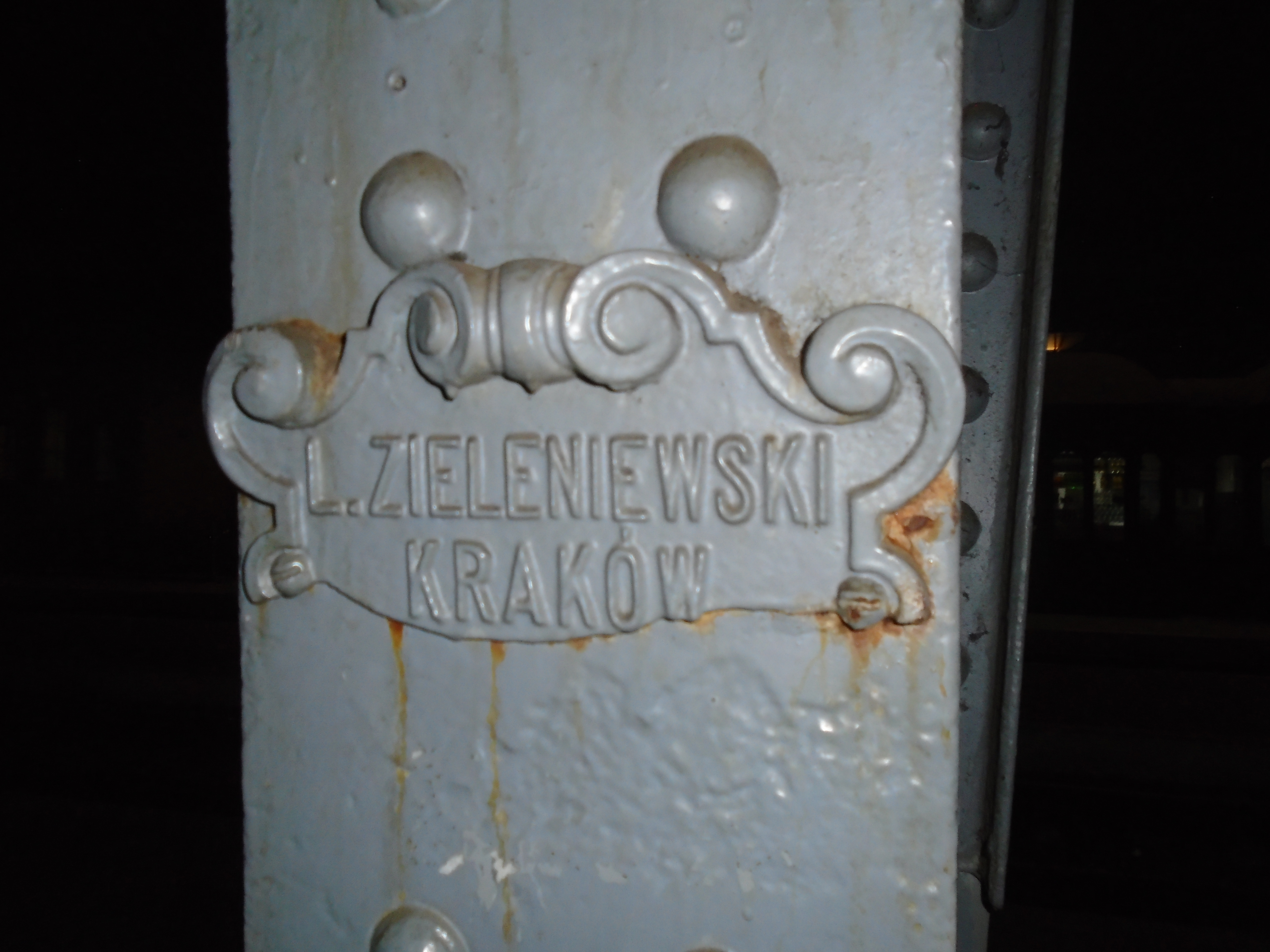
Pfeiler der Bahnhofshalle mit Herstellerangabe

Der Bahnhof liegt reichlich zwei Kilometer westlich des Stadtzentrums und wird durch eine Straßenbahn angebunden. Der Bau begann 1899. 1904 wurde der Bahnhof eröffnet. Der Bau der mächtigen Bahnsteighalle wurde von der k. k. privilegirten Fabrik des Ludwig Zieleniewski in Krakau (auch Maschinen und Apparatefabrik Ludwig Zieleniewski) durchgeführt.
An seinem großen Vorplatz liegt eine Haltestelle der Straßenbahn Lwiw dient und nach dem Zweiten Weltkrieg in Betrieb genommen wurde.

## Empfangsgebäude

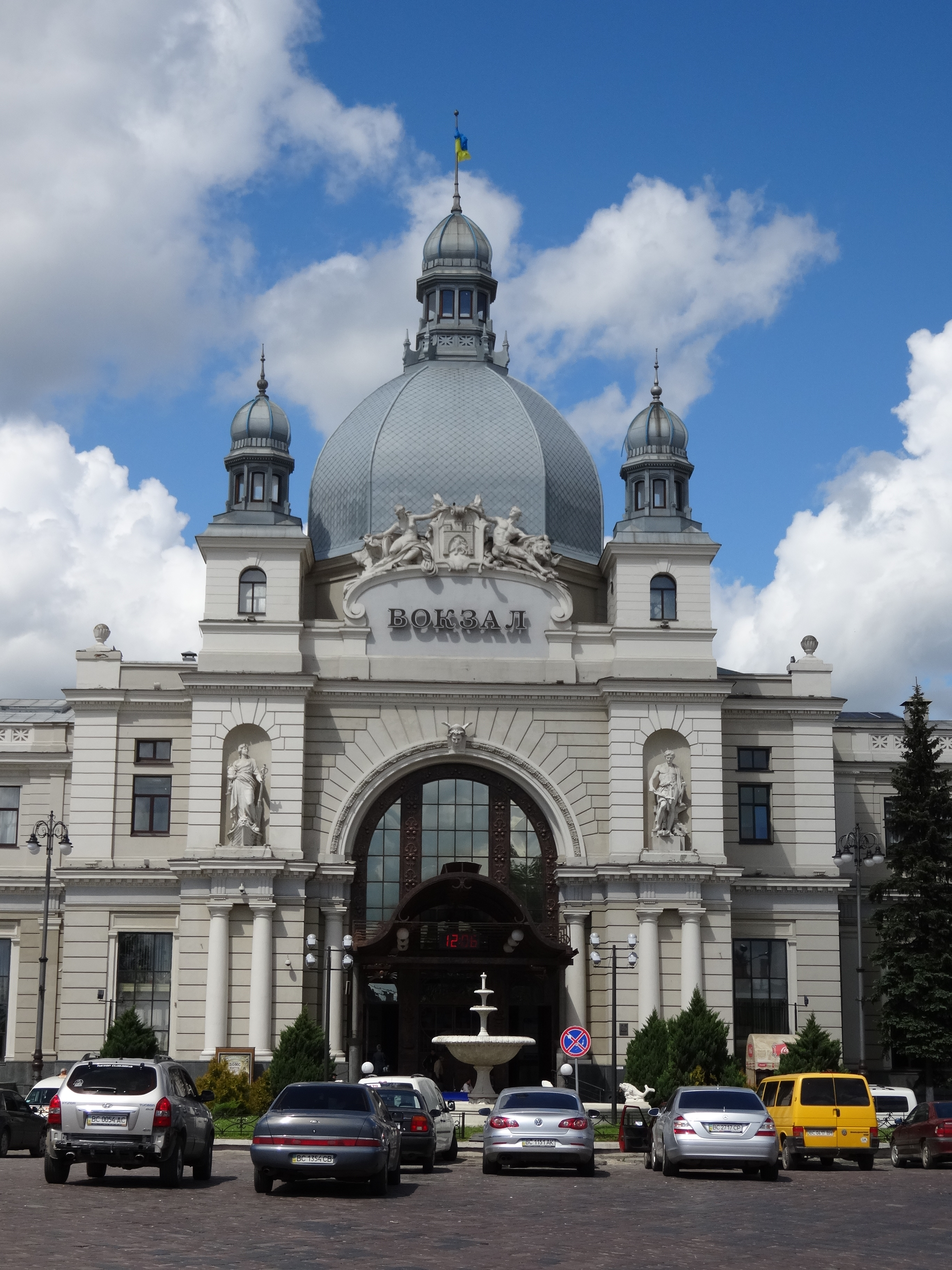
Empfangsgebäude

Das Empfangsgebäude des Bahnhofs Lwiw ist ein bekanntes Baudenkmal der Stadt. Es ist eine Zweiflügelanlage im Stil des Neoklassizismus mit Dekorationselementen des Jugendstils, deren Mitte durch eine Kuppel betont wird. Sie besteht aus verschraubtem Stahl. Die Endpavillons der beiden Flügel werden von jeweils einer kleineren Kuppel gekrönt. Parallel zum Empfangsgebäude verlaufen zwei überdachte Bahnsteighallen. Die Wartehalle für die Erste Klasse wurde nach englischem Vorbild mit dunklen Möbeln, ähnlich den Werken der Wiener Werkstätte, ausgestattet. Die Zweite Klasse hatte als Vorbild Bürgerhäuser Galiziens, während die Dritte Klasse mit einfachen Holzmöbeln im Zakopane-Stil eingerichtet wurde.
Das Empfangsgebäude wurde von bekannten Architekten der österreich-ungarischen Monarchie, wie Otto Wagner, zum Vorbild für spätere Bauten von Empfangsgebäuden, etwa in Prag und Wien, genommen.
Der Bahnhof wurde durch Kriegshandlungen schwer beschädigt. Nach der Teilung des östlichen Polens durch die Curzon-Linie fiel Lemberg an die Sowjetunion. Die hier vorhandenen Bahnanlagen wurden auf russische Breitspur umgestellt und in die Sowjetische Eisenbahn eingegliedert. Der Abbruch des schwer beschädigten Empfangsgebäudes und sein Neubau wurde erwogen, der Plan allerdings verworfen. Zwischen 1949 und 1953 wurde das Empfangsgebäude vollständig repariert und in seiner Außenansicht in der ursprünglichen Form wieder hergestellt. Die Innenausstattung erfolgte zeitgenössisch im Stil der Stalin-Ära. Die letzte größere Renovierung fand 2003 statt.

## Betrieb
Der Bahnhof Lwiw ist heute einer der größten Personenverkehrsbahnhöfe der Ukrainischen Eisenbahn. Er gehört zu deren Lemberger Eisenbahndirektion. Pro Monat werden hier über 1,2 Millionen Fahrgäste und ungefähr 16.000 Tonnen Fracht abgefertigt. Es bestehen Verbindungen in alle größeren Städte der Ukraine, bis nach Odessa, Charkiw und Dnipro, sowie internationale Verbindungen z. B. nach Breslau und Wien.